# Désiré Debavelaere
Désiré Debavelaere, né le 18 février 1924 et mort le 10 mai 2002, est un homme politique français.

## Détail des fonctions et des mandats
Mandat parlementaire
- 1er août 1986 - 27 septembre 1992 : Sénateur du Pas-de-Calais